# Прапор Бориспільського району
Пра́пор Бори́спільського райо́ну затверджений рішенням Бориспільської районної ради.

## Опис
Прапор являє собою прямокутне полотно, складається з трьох вертикальних ліній: червоною, білою та синьою. На червоному полі змальована жовта фігура святого князя Бориса, а на синьому полі — жовта емблема у вигляді земної кулі, з якого виростають два крила.

## Значення символів
- Червоний колір позначає мужність, хоробрість — цей колір був характерним для щитів княжих дружинників часів Київської Русі;
- біла лінія означає Дніпро, що протікає по західному кордону району;
- синій колір — колір блакитного піднебіння і води в Дніпрі;
- зображення князя Бориса символізує історію створення Борисполя, яка охоплює XI століття і пов'язана зі вбивством князя Бориса на річці Альта;
- крила птиці, які сполучені із земною кулею символізують Міжнародний аеропорт «Бориспіль» який є «повітряними воротами» України і пов'язує Україну зі всіма країнами світу.